# Estampe numérique
Une estampe numérique est une œuvre dont l’ordinateur est le principal outil de conception pour créer une matrice de données numériques. 

Une imprimante numérique, le plus souvent à jet d’encre, est ensuite utilisée comme moyen d’impression sur divers supports. 

## Historique

### Origine
L'expression « estampe numérique » est apparue à la fin des années 1980 pour désigner toutes les épreuves produites par une imprimante. 
 
Selon Danielle Blouin, l’estampe numérique tire ses origines de l’histoire de l’estampe : « Depuis ses débuts, l’estampe a partie liée avec le progrès technologique. Elle prend son essor grâce à l’invention du papier et participe à l’évolution de la connaissance scientifique par sa situation quasi exclusive de diffusion de l’image. » 
 L'imprimerie et la reproduction mécanisée ont par la suite transformé les procédés artistiques tels que l’estampe. La diffusion de la lithographie, de la sérigraphie et maintenant de l’impression numérique démontre une continuité dans l’évolution de l'estampe. Le développement de l'estampe numérique se fait en parallèle avec celui de l’art numérique et avec la popularisation de la photographie numérique. L’intérêt pour la photographie numérique a augmenté la demande en papiers et en encres archivistiques, de laquelle résulte une amélioration de la conservation des épreuves numériques.

### Questions de dénomination
Comme souligné par Hervé Fischer, en 2007, la première problématique de l’estampe numérique est son appellation. 
Les praticiens, historiens et théoriciens ne s’entendent pas sur la dénomination à utiliser : estampe digitale, estampe pigmentaire, imprimé numérique, impression numérique, image numérique, œuvre numérique, tirage analogique, tirage numérique, infographie d’art, estampe infographique originale, épreuve numérique, estampe virtuelle, hyper-estampe, etc. En anglais, les expressions computer print, digital print ou digital art print sont les plus fréquemment rencontrées. 

En français, c'est « estampe numérique » qui se rencontre le plus souvent ; cette appellation est d'ailleurs reconnue par plusieurs institutions en France, au Québec et au Japon.
Cette appellation est néanmoins contestable, les techniques utilisées pour ce genre d'œuvres d'art n'ayant absolument rien à voir avec les techniques d'impression d'estampes originales. En effet, l'estampe est une œuvre résultant de procédés d'impression bien définis, artisanaux et manuels, tels que la taille-douce, la xylographie, la lino gravure, la sérigraphie, la lithographie, etc. L'appellation « estampe numérique » peut, en ce sens, porter à confusion.

## Production et procédés techniques
L’estampe numérique se distingue de la photographie numérique par les stratégies d’utilisation des divers outils numériques. 
La photographie se définit comme une saisie du réel par un dispositif de captation de la lumière ; l’estampe numérique est avant tout une impression. Elle peut avoir comme source un dessin, un tableau, une photographie mais aussi une visualisation produite par un programme informatique. Selon Louise Poissant, l’impression est la seule possibilité de matérialisation de l’image numérique : « le passage du pixel au pigment se fait nécessairement par un procédé d’impression. » 

Les artistes disposent de plusieurs outils pour créer leurs images : des logiciels de dessins (2D ou 3D), de peinture et de traitement de l’image, des ordinateurs de plus en performants, des tablettes graphiques, des scanneurs et des imprimantes de plus en plus rapides et sophistiquées. L’arrivée de l’imprimante Iris, dans les années 1980, fut une avancée importante pour l’estampe numérique. L’imprimante vaporisait l’encre sur un papier fixé sur un tambour en rotation. Pour Jack Duganne, l’épreuve ainsi produite s’appelle une « giclée ». 

Sur les premières imprimantes numériques, les encres et les papiers n’étaient pas de qualité « archive » et plusieurs œuvres imprimées ont disparu avec le temps. Pour les artistes et le marché de l’estampe numérique, la qualité et la conservation des encres et des différents supports (papier, toile, etc.) sont primordiales.

## Questions...

### ... d'authenticité
Le caractère « original » de l’estampe s’est fait par la promotion de l’approche manuelle abandonnée par l’industrie. Le « fait main » des procédés d'estampe et de gravure garantissait l’authenticité de l’œuvre. L'estampe numérique soulève donc la question de l'authenticité de l'œuvre. Les frontières s’abaissent entre les techniques, entre le vrai et le faux, entre l’original et la reproduction. L’image produite par une technique numérique n’est jamais fixe ou stable comme le sont un tableau, une sculpture ou une gravure. Elle ne peut donc pas, selon Anne Cauquelin, revendiquer un statut d’originalité, d’authenticité. Si le fichier électronique peut être reproduit à l'infini, comment envisager l’originalité d’une œuvre numérique ? 

Selon Franck Bordas... « même si les hybridations sont plus fréquentes et souvent plus difficiles à distinguer, les notions de tirage de reproduction et d’estampe originale sont basées sur les mêmes distinctions : tirage d’après un original préexistant ou création spécifique d’un auteur. »
Pour répondre à ce questionnement, certains artistes créent leur œuvre sur un fichier unique qu'ils nomment « original », d’autres produisent des tirages limités (et numérotés) ; d’autres encore proposent des « open editions » (des tirages illimités). La valeur de l'œuvre est déterminée par l’existence ou non de multiples et par leur nombre.

### ... d’hybridité
Aujourd’hui, la différence entre photographie et estampe numérique devient, dans certains cas, presque impossible à percevoir. Le numérique questionne les possibilités d’hybridation des différentes pratiques et des médiums artistiques. 
 
Selon Françoise Lavoie, l’invention du numérique fait se rejoindre les pratiques traditionnelles de l’estampe et de la photographie et participe maintenant à une forme d’esthétique hybride qui crée une nouvelle iconographie et permet des variations infinies. Pour d’autres artistes, telle Bonnie Baxter, les œuvres numériques ne sont pas de l’estampe mais un moyen d’expression nouveau et différent. 

Lors de sa conférence sur l’image numérique et ses effets, Louise Poissant propose de questionner en quoi l’art numérique change-t-il notre façon de concevoir et de pratiquer l’art. 

En conclusion, « ce sont tous les arts qui se redéfinissent devant le numérique. »